# Bräuberg
Der Bräuberg (420 m) ist ein Berg bei Donaustauf, Landkreis Regensburg, Bayern im Bayerischen Wald an der Donau.
Auf dem Bräuberg thront heute die Walhalla. Der Bayernkönig Ludwig I. wählte zusammen mit dem Architekten Leo von Klenze den Bräuberg als Bauplatz für die Walhalla aus. Die Grundsteinlegung für den „Ruhmestempel“ erfolgte am 18. Oktober 1830. 1842 wurde die Walhalla in Gestalt eines marmornen griechischen Tempels fertiggestellt.